# داچ آیلند (جورجیا)
داچ آیلند (به انگلیسی: Dutch Island) یک منطقهٔ مسکونی در ایالات متحده آمریکا است که در جورجیا واقع شده‌است. داچ آیلند ۷٫۹ کیلومتر مربع مساحت و ۱٬۲۵۷ نفر جمعیت دارد و ۲٫۴۴ متر بالاتر از سطح دریا واقع شده‌است.